# Joe Quesada
Joe Quesada (12 de janeiro de 1962) é um desenhista, escritor e editor de banda desenhada, ex-editor-chefe da Marvel Comics.

## Carreira
Começou sua carreira no início da década de 1990. Criou, ao lado de Dennis O'Neil o personagem Azrael, que assumiria o posto do maior protetor de Gotham City, o Batman, quando este teve sua coluna partida pelo vilão Bane. Na Marvel, foi um dos responsáveis pela linha Marvel Knights. Durante seu período como editor-chefe, a Marvel lançou o universo ultimate e o selo MAX, voltado para quadrinhos adultos, e rompeu com o Comics Code Authority, criando seu próprio sistema de classificação; além de lançar o selo Icon para trabalhos autorais.
Uma de suas decisões mais polêmicas tomada como editor-chefe, foi a história One More Day, em que o casamento do Homem-Aranha com Mary Jane Watson é desfeito.